# Thập niên 50 TCN
Thập niên 50 TCN hay thập kỷ 50 TCN chỉ đến những năm từ 50 TCN đến 59 TCN.